# Dungeons & Dragons
Dungeons & Dragons (en español: Dragones y mazmorras o Calabozos y dragones) es un juego de rol de fantasía heroica actualmente publicado por Wizards of the Coast. El juego original fue diseñado en Estados Unidos por Gary Gygax y Dave Arneson y publicado por primera vez en 1974 por la compañía de Gygax, Tactical Studies Rules (TSR).
Originalmente derivado de juegos de tablero jugados con lápiz, papel y dados, la primera publicación de Dungeons & Dragons es bien conocida como el principio de los juegos de rol modernos y por consiguiente de la industria de los juegos de rol.
Desde su aparición este juego ha sido publicado a lo largo de un gran número de ediciones y muchas de ellas han sido traducidas al castellano, pero conservando siempre en las traducciones el título original en inglés: Dungeons & Dragons. En España se usó el título Dragones y mazmorras para la serie animada basada en el juego y para las dos primeras películas derivadas del juego (Dungeons & Dragons y Dungeons & Dragons: Wrath of the Dragon God). En Hispanoamérica, tanto la serie de televisión como las películas se titularon Calabozos y dragones. Desde 2022, Wizards of the Coast ha estado desarrollando una nueva iteración de la Quinta Edición, conocida como One D&D, que mantiene compatibilidad hacia atrás, pero introduce cambios significativos en los libros de reglas principales. El Player’s Handbook (2024) salió el 17 de septiembre de 2024, seguido por el Dungeon Master’s Guide (12 de noviembre de 2024) y el Monster Manual (18 de febrero de 2025) Entre las novedades anunciadas para esta revisión se incluye una mayor integración digital a través de herramientas como D&D Beyond, que ahora forma parte oficial de la marca tras su adquisición en 2022.
Asimismo, se han ampliado las opciones de personalización de personajes, simplificando mecánicas y haciendo mayor hincapié en la inclusión y diversidad tanto en la narrativa como en el diseño de las reglas.

## Ediciones y versiones originales
A principios de los años 1970, Gary Gygax había descubierto un juego de tablero australiano titulado Dungeon. Poco más tarde descubrió otro juego de tablero, pero estadounidense y titulado Dragon. Fue de estos dos títulos que se inspiró para crear, junto a Dave Arneson, el que no iba a tardar en convertirse en el primer juego de rol en ser comercializado, cuya primera «versión», Dungeons & Dragons, fue publicada en 1974. En la jerga se la conoce como Dungeons & Dragons original. A lo largo de los años se han sucedido varias «versiones» más (modificaciones del juego original con reglas mejoradas, comenzando con el suplemento Greyhawk en 1975) y «revisiones» (reediciones de la misma versión que incluyen ajustes, erratas e información ampliada):

En 1977, TSR dividió el juego en dos series editoriales diferentes, que constituían en realidad cada una un juego independiente por derecho propio. Una de ellas conservó el título Dungeons & Dragons mientras que la otra pasó a llamarse Advanced Dungeons & Dragons. Dungeons & Dragons consistió en una serie de cinco cajas, o sets, publicadas progresivamente para permitir que con la llegada de cada set los jugadores pudieran jugar con niveles cada vez más elevados. En cambio Advanced Dungeons & Dragons fue concebido no ya en formato de caja sino como un conjunto de tres libros con los que se pudiera jugar a todos los niveles.

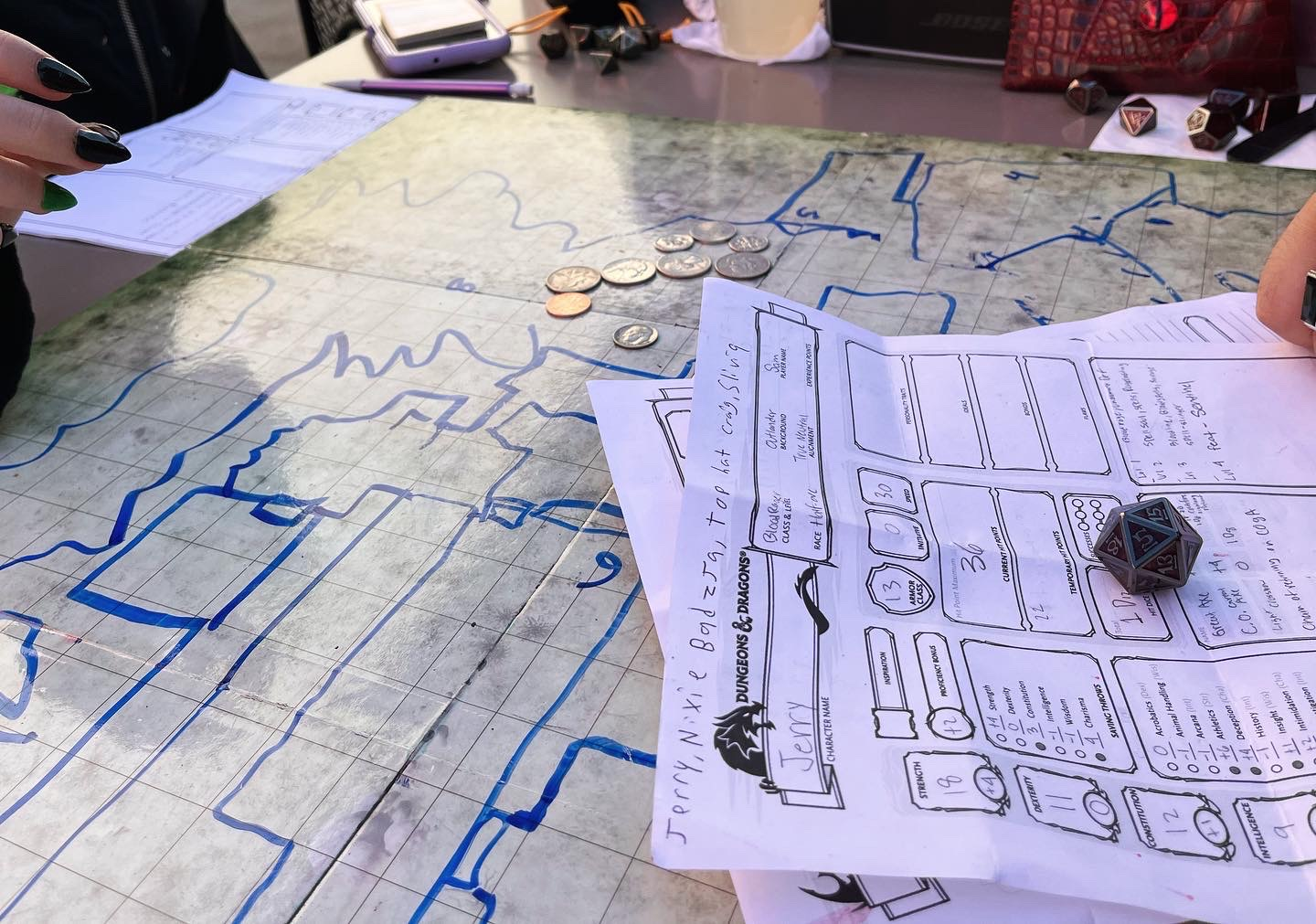
Una partida de Dungeons & Dragons.

La última caja de la serie Dungeons & Dragons, publicada en 1985, permitía que los personajes que hubiesen alcanzado los niveles más elevados devinieran en héroes inmortales, convirtiéndose en algo así como semidioses.
Advanced Dungeons & Dragons, cuyos tres primeros libros fueron publicados en 1977, 1978 y 1979, tuvo una segunda edición en 1989 y una revisión de la misma en 1996. En 1991 TSR hizo una reedición ampliada del Basic Set de 1977 titulada The New Easy to Master Dungeons & Dragons, pero esta vez en una nueva caja y con algunas modificaciones en las reglas. The New Easy to Master Dungeons & Dragons era una versión vendida con tablero, aunque podía jugarse sin él; de hecho la mayor parte de jugadores ignoraban el tablero y jugaban sus partidas como se juega en la mayor parte de juegos de rol, interpretando simplemente a los personajes.
Ambos juegos, Dungeons & Dragons y Advanced Dungeons & Dragons fueron publicados hasta la década de los 90, pero en 2000 se puso fin a esta diferenciación de dos series de juegos diferentes y se inició una nueva y única edición, la tercera, que aplicaba el principio de la serie Advanced Dungeons & Dragon (tres libros básicos), pero que eliminaba el término Advanced del título, volviendo a llamarse simplemente Dungeons & Dragons. Si bien TSR mantuvo la numeración iniciada con Advanced Dungeons & Dragons por cuestiones de márquetin, cambió radicalmente el sistema de juego: esta tercera edición fue la del primer juego de rol en hacer público el sistema d20, que desde el momento mismo de su publicación se constituyó en sistema de juego genérico mediante la «licencia de juego abierto» (Open Game License). En 2003 se publicó una «revisión» de la tercera edición, conocida con el nombre de Dungeons & Dragons 3.5. Es una revisión del sistema d20 original que consiste en introducir una serie de modificaciones que mejoran la experiencia de juego. Estas dos últimas versiones de Dungeons & Dragons, la tercera edición y su versión revisada, fueron las primeras en ser publicadas por Wizards of the Coast pues en 1997 TSR fue comprada por Wizards. Al mismo tiempo Wizards of the Coast ha utilizado el sistema d20 como plataforma para lanzar otros juegos de temáticas y ambientaciones basadas en la revisión del sistema d20. El 16 de agosto de 2007 Wizards of the Coast anunció la salida, para junio de 2008, de la cuarta edición del juego. Esta nueva versión cambió radicalmente el sistema de reglas respecto a las anteriores versiones, simplificando bastante el modo de juego. El Manual del Jugador, la Guía del Dungeon Master y el Manual de Monstruos, junto con diversos suplementos, han sido ya traducidos al español por la editorial Devir Iberia.

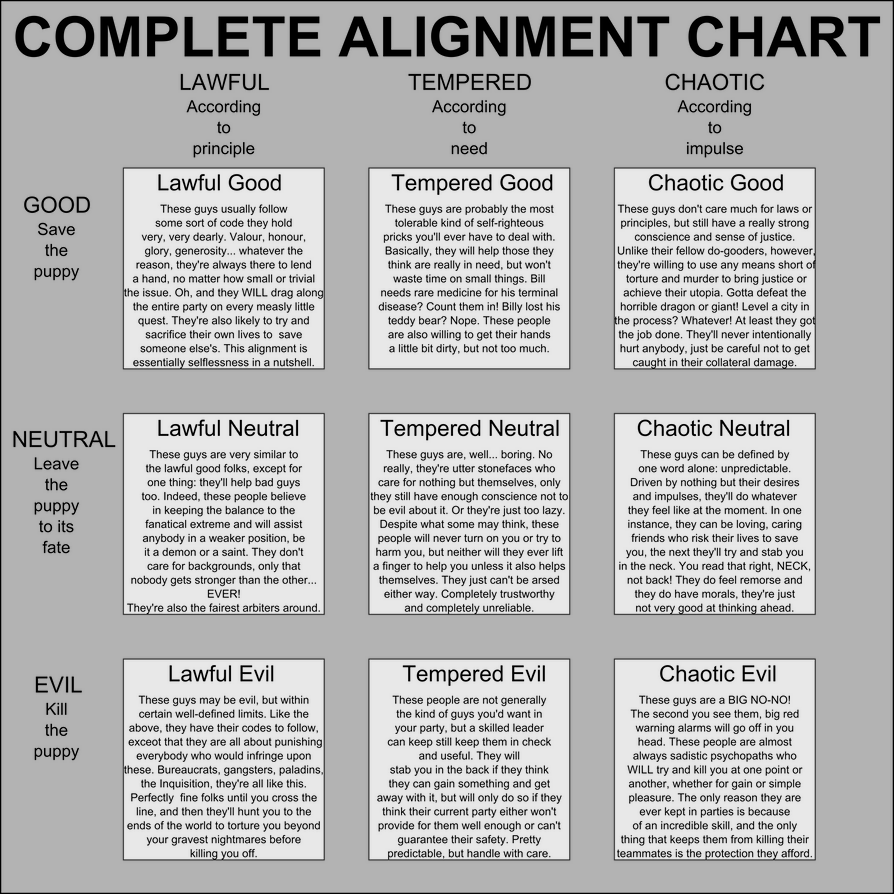
Tabla de alineamientos en el juego de rol D&D (en inglés)

Dungeons & Dragons Essentials (publicado en 2010) es una reedición del sistema de juego de la cuarta edición pero con el formato de una versión de 1983 del Basic Rules Set de 1977. Conocida en los países hispanohablantes como «la caja roja», la presentación gráfica de esta antigua versión ha sido de nuevo utilizada para Dungeons & Dragons Essentials, en formato de caja, pero esta vez por Wizards of the Coast y adaptada a las reglas de la cuarta edición. La traducción al español (de Devir Iberia) fue publicada simultáneamente a la versión en inglés de Wizards of the Coast, en septiembre de 2010.
En enero de 2012, Wizards of the Coast anunció que se estaba desarrollando una nueva edición del juego, en ese momento denominada Dungeons and Dragons Next. En contraste con ediciones anteriores, esta versión se desarrolló en parte a través de una prueba abierta pública. Una versión inicial se lanzó en el evento Dungeons & Dragons Experience 2012 delante de aproximadamente 500 fanáticos. La prueba pública comenzó el 24 de mayo de 2012 con el paquete final de prueba lanzado el 20 de septiembre de 2013.
Las Reglas básicas de la quinta edición es un PDF gratuito que contiene reglas completas para jugar, y un subconjunto del jugador y el contenido de Dungeon Master de los libros de reglas centrales, el cual se publicó el 3 de julio de 2014.
El Starter Set fue lanzado el 15 de julio de ese mismo año, presentando un conjunto de personajes pregenerados, instrucciones para el juego básico y el módulo de aventura Lost Mine of Phandelver. El Manual del Jugador fue lanzado el 19 de agosto de 2014. La quinta edición del Manual de Monstruos fue lanzada el 30 de septiembre de 2014- La Guía del Dungeon Master fue lanzada el 9 de diciembre de 2014. La edición vuelve a tener solo tres libros de reglas básicas, con el Manual del Jugador que contiene la mayoría de las principales razas y clases. En España se lanzó esta 5.ª edición en 2017.
En 2024, por motivo del aniversario por los 50 años de Dungeons & Dragons, y los 10 de la 5ª edición del juego, Wizards of the Coast publica una revisión de las reglas bajo el nombre de D&D 2024, conocido por los fans como 5.5ª edición del juego. Lanzando el nuevo Manual del Jugador, Manual del Dungeon Master y Manual de Monstruos entre septiembre de 2024 y febrero de 2025 paulatinamente. 

## Resumen cronológico de ediciones y versiones
- Dungeons & Dragons (1974): la primera edición, conocida hoy en día como Dungeons & Dragons original.
- Dungeons & Dragons Basic Set (1977): reglas para jugar con personajes de nivel 1 a 3
- Dungeons & Dragons Expert Set (1981): niveles 4 a 14
- Dungeons & Dragons Companion Set (1983): niveles 15 a 25
- Dungeons & Dragons Masters Set (1984): niveles 26 a 36
- Dungeons & Dragons Immortals Set (1985): niveles 36 y superiores
- Advanced Dungeons & Dragons: Monster Manual (1977): primer libro de la edición conocida hoy en día como Advanced Dungeons & Dragons, 1.ª edición
- Advanced Dungeons & Dragons: Players Handbook (1978): segundo libro de la edición conocida hoy en día como Advanced Dungeons & Dragons, 1.ª edición
- Advanced Dungeons & Dragons: Dungeon Master's Guide (1979): tercer y último libro de la edición conocida hoy en día como Advanced Dungeons & Dragons, 1.ª edición
- Advanced Dungeons & Dragons, 2.ª edición (1989): última entrega de Advanced Dungeons & Dragons.
- The New Easy to Master Dungeons & Dragons (1991): una reedición revisada de la versión de 1977. Esta reedición de 1991 incluía un tablero para poder jugar en esa modalidad.
- Advanced Dungeons & Dragons, 2.ª edición revisada (1996): una versión revisada de Advanced Dungeons & Dragons, 2.ª edición, a veces llamada Advanced Dungeons & Dragons 2.5.
- Dungeons & Dragons, 3.ª edición (2000): la tercera edición, primer juego de rol en utilizar el sistema d20.
- Dungeons & Dragons 3.5 (2003): revisión de la 3.ª edición.
- Dungeons & Dragons, 4.ª edición (2008): La cuarta edición.
- Dungeons & Dragons Essentials (2010): una reedición del sistema de reglas de la cuarta edición pero con el diseño de la caja roja de 1983, que a su vez era una reedición de la edición de 1977.
- Dungeons & Dragons, 5.ª edición (2014): edición también llamada Dungeons & Dragons Next.
- Dungeons & Dragons, 5.ª edición revisada (2024): a veces llamada por los jugadores Dungeons & Dragons 5.5.

## Ediciones en español
En España, han sido varias las editoriales que han ido traduciendo y publicando en español diferentes versiones originales estadounidenses.
- 1985: la primera traducción de Dungeons & Dragons en español fue publicada en 1985 por la editorial gerundense Dalmau Carles Pla.[9] La versión traducida fue la que en Estados Unidos había sido, en 1983, una reedición del Basic Rules Set de 1977, presentada en una caja roja, razón por la que en España se la llama todavía hoy en día «la caja roja» (para los jugadores hispanohablantes nostálgicos la editorial Devir Iberia ha publicado la traducción de una edición basada en aquella de 1983).[10] Su título original en inglés (Dungeons & Dragons: Fantasy Role-Playing Game) fue traducido por Dalmau Carles Pla como Dungeons & Dragons, juego de fantasía role-playing. Nótese como el término «juego de rol» no estaba todavía en uso en la lengua española y el término role-playing fue dejado tal cual, sin ninguna traducción efectiva. Este fue efectivamente el primer juego de rol publicado en España y seguramente también el primero en ser publicado en lengua española. Los aficionados al rol en países de lengua hispana se refieren todavía a él con cariño llamándolo muy a menudo «la caja roja». Para la promoción del juego Dalmau Carles Pla recurrió a Joc Internacional, una joven empresa que acababa de ser fundada en ese mismo año por el barcelonés Francesc Matas Salla.[11] Joc Internacional se encargó de lanzar Dungeons & Dragons en el mercado español a lo largo de los años 1985 y 1986, pero ni Dalmau se interesó lo bastante en su propia edición del juego ni ninguna otra empresa española lo hizo tampoco, lo que provocó que el primer juego de rol publicado en España no obtuviera resultados comerciales concluyentes.[11] 1987 fue un año de incertidumbre sobre el destino de la marca Dungeons & Dragons hasta que, a principios de 1988, fue comprada por la empresa de organización de conciertos barcelonesa Doctor Music, S.L.[12] El propietario y fundador de Doctor Music, Neo Sala, era entonces un aficionado a los juegos de rol y un gran apasionado de Dungeons & Dragons. Sin embargo nunca se acabó por firmar un contrato de traducción entre ambas empresas pues la única intención de Sala no era otra que la de retener la marca del juego e impedir su publicación en España.[13] Transcurrieron dos años entre 1988 y 1990 antes de que TSR consiguiera encontrar nuevos compradores (Borrás Plana y Ediciones Zinco). De su edición de 1985 Dalmau Carles Pla había impreso 25 000 cajas rojas, pero no se vendieron con suficiente rapidez puesto que, a principios de los años 1990, las últimas cajas aún no vendidas a precio normal fueron vendidas a precio de oferta.[14] Dalmau Carles Pla S.A. no volvió a traducir ni publicar ningún otro juego de rol pero en 1986 tradujo y publicó tres suplementos para su edición de Dungeons & Dragons del año anterior:

  - La fortaleza en la frontera (un escenario de campaña genérico, concebido para ser adaptado por el director de juego)
  - El palacio de la princesa de plata (un escenario de campaña genérico, concebido para ser adaptado por el director de juego)
  - La ciudad perdida (una campaña en el universo de Mystara)

- 1992: la reedición en versión de tablero del Basic Rules Set titulada The New Easy to Master Dungeons & Dragons (1991 en Estados Unidos) fue traducida y publicada también en formato de caja con el título El nuevo y fácil de jugar Dungeons & Dragons. La empresa que lo publicó, en verano de 1992,[15] fue Borrás Plana, especializada en juegos de sociedad y no en juegos de rol. Los jugadores hispanohablantes, como ya lo hacían los anglohablantes, abandonaban a menudo el tablero para jugar directamente a rol con este juego. En 1994 Borrás Plana publicó tres suplementos:

  - El misterio de la Espada de Plata
  - El Cubil del Dragón
  - La Grieta del Trueno
  - La Guarida del Goblin

- 1992: entre 1992 y 1997 Ediciones Zinco tradujo y publicó los manuales así como numerosísimos suplementos de Advanced Dungeons & Dragons, 2.ª edición.[16][17]
- 1998: cuando Ediciones Zinco firmó su balance de cierre en 1998 la editorial Martínez Roca tomó el relevo de la edición de Dungeons & Dragons en español al empezar la traducción y publicación de la versión revisada de la segunda edición de Advanced Dungeons & Dragons (originalmente publicada en Estados Unidos en 1996). También para esta versión se tradujeron numerosos suplementos, que Ediciones Martínez Roca fue publicando hasta el año 2000.
- 2001: la tercera edición, la que inicia el sistema d20 en 2000, fue traducida y publicada al español por la editorial Devir Iberia a partir de 2001.[18][19] Numerosos suplementos también fueron traducidos y publicados siguiendo la misma línea editorial de Wizards of the Coast.
- 2003: la tercera edición revisada de Dungeons & Dragons (la versión 3.5) también fue traducida por Devir Iberia. Esta traducción tiene la particularidad de haber sido publicada en el mismo año que la edición original: la edición estadounidense veía la luz en julio de 2003 y la edición de Devir Iberia lo hacía en septiembre. La traducción y publicación de los numerosos suplementos continuó ininterrumpidamente de 2003 a 2007.[20]
- 2008: Devir Iberia, tuvo la licencia oficial para traducir y publicar el material de Dungeons & Dragons, y editó en español, desde 2008, la cuarta edición del juego, con todos los manuales básicos necesarios para jugar.
- 2010: la edición de una nueva «caja roja», iniciativa en Estados Unidos de Wizards of the Coast, se ve rebautizada en una gama titulada Dungeons & Dragons Essentials. Lanzada en Estados Unidos en septiembre de 2010 la traducción española, por Devir Iberia, sale a la venta simultáneamente a la edición estadounidense. Es la misma caja que en 1985 había iniciado la publicación de juegos de rol en España, con la misma ilustración de cubierta que Larry Elmore había pintado en 1983 pero esta vez adaptada en septiembre de 2010 a las reglas de la cuarta edición. Esta reedición conmemora por tanto el primer cuarto de siglo de publicaciones de rol en España.[10]

## Tactical Studies Rules

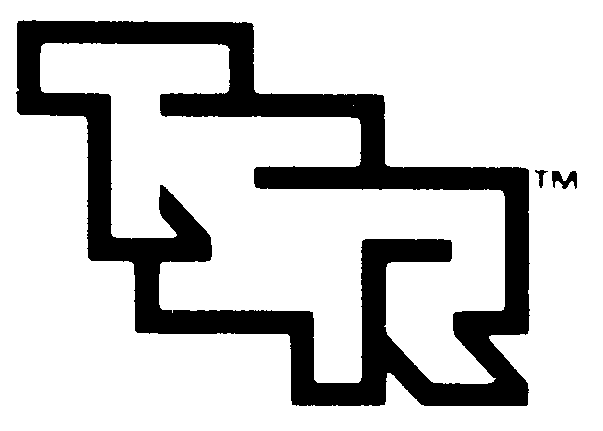
Logotipo de TSR, Inc. Nótese cómo muestra esquemáticamente una pequeña mazmorra

Para la edición del juego Gary Gygax fundó Tactical Studies Rules (TSR) en 1972 junto con Don Kaye. Dicha empresa experimentó un gran crecimiento durante la década de los años 1970 y años 1980, alcanzando su apogeo en los años 1990 (como puede comprobarse en el número de manuales publicados para la 2.ª edición). Se argumenta como una de las principales causas de la caída de TSR el enorme número de publicaciones diferentes, la excesiva ramificación del juego, además del incipiente apogeo de los juegos de cartas coleccionables a mediados de los años 1990. En 1997, Wizards of the Coast, la principal empresa de cartas coleccionables del mundo, compró TSR.

## Revistas
TSR lanzó la revista Dragon en 1976 para promocionar el juego. Diez años más tarde, en 1986, lanzó una segunda revista: Dungeon. Ambas revistas fueron publicadas por TSR hasta el cierre de la editorial, en 1997, cuando fue comprada por Wizards of the Coast. Esta última, en 2002, relegó la publicación de ambas revistas a otra editorial, Paizo, pero en 2007 le retiró los derechos de publicación. Wizards of the Coast retomó la publicación de las revistas pero esta vez únicamente en internet, abandonando definitivamente el formato en soporte de papel. Dragón fue introducida en España por Ediciones Zinco, que publicó 27 números bimensuales de 1993 a 1998, año del cierre de la editorial. En los años 2000 Devir Iberia relanzó la revista en España pero en 2007 tuvo que someterse a la decisión del cierre de la publicación en formato de papel. En cuanto a Dungeon España la vio publicada por primera vez en sus quioscos gracias a Ediciones Martínez Roca, pero solo publicó unos pocos números en los años 1999 y 2000.

## Influencias
Dungeons & Dragons fue el primer juego de rol, estableciendo muchas de las convenciones y cánones que dominan el género hasta el día de hoy. De particular notoriedad fue el uso de los dados poliédricos, las hojas de personaje, el desarrollo progresivo de personajes y la dinámica de juego centrada en la acción conjunta de un director de juego que narra la historia y de unos jugadores que la influyen y modifican con sus acciones.

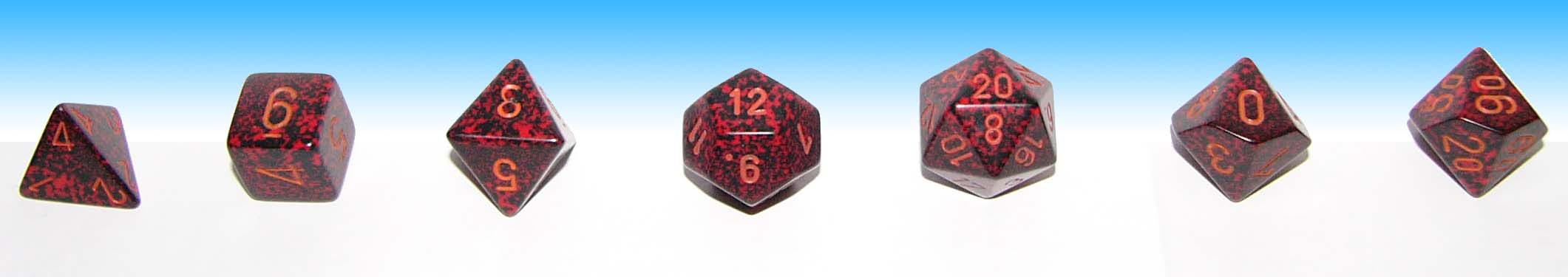
Set completo de dados de Dungeons & Dragons.

Los elementos que constituyeron a Dungeons & Dragons pueden ser vistos en muchos otros pasatiempos de la época, aunque han existido desde antes. La interpretación de roles de personajes ficticios, por ejemplo, puede ser encontrada en la recreación histórica o en el teatro de improvisación. La simulación de mundos de juego ha sido ampliamente desarrollada en juegos de guerra de miniaturas. Elementos característicos de la fantasía específicamente diseñados para juegos pueden ser vistos en los juegos de mesa de Glorantha y Tékumel, entre otros. Al final, sin embargo, Dungeons & Dragons representó la unión definitiva y única de todos estos elementos, creando su propio nicho y dando inicio al desarrollo de una multitud de otros juegos de rol. Ciencia ficción, horror, superhéroes, dibujos animados, westerns, espías y muchos otros escenarios ficticios fueron desarrollados para estos.
Con el paso de los años, muchos jugadores han criticado diversos aspectos de las reglas de Dungeons & Dragons. Hay que notar que el sistema THACO (To Hit Armor Class Cero, sistema de combate de la versión Advanced Dungeons & Dragons) es sumamente minimalista y fue concebido para tratar de otorgar la máxima jugabilidad y rapidez. Ciertamente es bastante poco realista y en ocasiones bastante ilógico, cosa que ha sido muy criticada. El sistema de magia utilizado en el juego también se ha cuestionado por razones similares. Estas imperfecciones motivaron a otros autores a iniciar la búsqueda y experimentación con sistemas que reflejaran de mejor manera las realidades del juego. Y del mismo modo impulsaron los intentos de mejorar el juego que demuestran las distintas versiones del mismo.
La búsqueda por encontrar soluciones a estos problemas llevó a otros diseñadores de juegos a expandir y modificar aspectos del juego. Pocos meses después de la primera publicación Dungeons & Dragons, nuevos escritores y diseñadores comenzaron a publicar sus propios juegos de rol. Los primeros en llegar, y que causaron una influencia duradera, fueron RuneQuest, publicado por primera vez por Chaosium en 1978, y el juego de ciencia ficción Traveller, publicado por primera vez por Game Designers' Workshop en 1977. Algunos juegos más tardíos incluyen La llamada de Cthulhu (de Chaosium), Champions (por Hero Games), GURPS (de Steve Jackson Games) y Vampiro: la mascarada (por White Wolf). Estos juegos también retroalimentaron sus orígenes, los juegos de guerra de miniaturas, en juegos como BattleTech, Mage Knight, Warhammer Fantasy Battle y Warhammer 40.000. Juegos de cartas coleccionables, como Magic: el encuentro, se vieron también fuertemente influidos por su legado.
Con el lanzamiento de la tercera edición de Dungeons & Dragons, Wizards of the Coast hizo al sistema d20 disponible gratuitamente a otros diseñadores bajo la Open Gaming License (u OGL, «licencia de juego abierto») y la d20 Trademark License («licencia de la marca registrada d20»). Bajo estas licencias, otros autores pueden hacer uso del sistema al crear sus propios juegos y suplementos. Ambas licencias han sido también responsables de permitir el resurgimiento de nuevas versiones de juegos antiguos, como La llamada de Cthulhu.
La influencia de Dungeons & Dragons ha generado numerosos retroclones, como Dark Dungeons, Swords & Wizardry o Aventuras en la Marca del Este.
En la serie The Big Bang Theory los protagonistas se pasan jugando Dungeons & Dragons en casi todas las temporadas. De hecho, se puede ver que Sheldon y Will Wheaton se vuelven a encontrar gracias a una batalla en la que participan
En la serie animada Gravity Falls, Dipper y el tío Ford juegan Dungeons & Dragons, incluso algunos personajes se salen accidentalmente. Ellos utilizan un dado de 32 caras haciendo numerosas referencias a la historia general del juego.
En la serie animada My Little Pony: La magia de la amistad, Discord, Spike y Big Mac juegan a un juego ficticio muy similar llamado "Ogros y mazmorras".
En la serie The Flash de la cadena The CW, aparece una versión del juego durante breves minutos del episodio 16 de su octava temporada, utilizando el juego como pretexto para que Joe West se acostumbré a su nueva vida como jubilado.
En la serie Stranger Things de Netflix, los protagonistas juegan a Dungeons & Dragons y utilizan el juego como alegoría de lo que les está ocurriendo, llegando a denominar a sus enemigos Demogorgón, Azotamentes y Vecna.

## Escenarios de campaña
Aunque el dungeon master puede crear su propio mundo, se han preparado diversos mundos «oficiales» (los llamados «escenarios de campaña») en los que se puede ambientar una partida de Dungeons & Dragons:
- Al-Qadim
- Birthright
- Blackmoor
- Sol Oscuro
- Dragonlance
- Eberron
- Falcongris
- Mystara
- Planescape
- Ravenloft
- Reinos Olvidados
- Spelljammer

También, gracias a la apertura del sistema de Dungeons & Dragons a partir de su tercera edición, han sido publicados escenarios de campaña por otras editoriales no relacionadas con TSR/Wizards of the Coast/Hasbro. Algunos de los más notables son:
- Dragonstar
- Iron Kingdoms
- Kingdoms of Kalamar
- Midnight
- Warcraft
- World of Warcraft

## Críticas y controversias
En varios momentos de su historia, Dungeons & Dragons ha recibido publicidad negativa, en particular de algunos grupos cristianos extremistas, por la supuesta promoción de prácticas como el culto al diablo, la brujería, el suicidio y el asesinato, y por la presencia de senos desnudos en ilustraciones de féminas humanoides en los manuales originales de Advanced Dungeons & Dragons (principalmente monstruos como arpías, súcubos, etcétera). Estas controversias condujeron a que TSR eliminara muchas referencias e ilustraciones potencialmente controvertidas al publicar la segunda edición de AD&D. Muchas de estas referencias, incluido el uso de los nombres "diablos" y "demonios", se reintrodujeron recién en la tercera edición. El pánico moral sobre el juego generó dificultades para los aficionados de D&D que enfrentaron el ostracismo social, el trato injusto y la asociación falsa con el ocultismo y el satanismo, independientemente de la afiliación religiosa y las creencias reales de un fan individual.
Dungeons & Dragons ha sido objeto de rumores sobre jugadores que tienen dificultades para separar la fantasía de la realidad, lo que incluso se implicaba habría provocado episodios psicóticos. La más notable de ellas fue la saga de James Dallas Egbert III, cuyos hechos se narraron en la novela Mazes and Monsters y luego se convirtieron en una película para televisión en 1982 protagonizada por Tom Hanks. William Dear, el investigador privado contratado por la familia Egbert para encontrar a su hijo cuando desapareció en la universidad, escribió un libro titulado The Dungeon Master refutando cualquier conexión con D&D y los problemas personales de Egbert. Se culpó al juego por algunas de las acciones de Chris Pritchard, quien fue condenado en 1990 por asesinar a su padrastro. La investigación realizada por varios psicólogos, comenzando con Armando Simon, ha concluido que no hay efectos nocivos relacionados con jugar a D&D. También se ha citado que Dungeons & Dragons alienta a las personas a socializar semanal o quincenalmente, enseña habilidades para resolver problemas que pueden ser beneficiosas en la vida adulta y enseña decisiones morales positivas.
D&D se ha comparado desfavorablemente con otros juegos de rol de su época. Escribiendo para Slate en 2008, Erik Sofge hace comparaciones desfavorables entre los incentivos violentos de D&D y la experiencia de juego de rol más versátil de GURPS. Afirma que "durante décadas, los jugadores han argumentado que, dado que D&D llegó primero, su sistema de experiencia patético y moralmente repulsivo puede ser perdonado. Pero el daño aún se está haciendo: las nuevas generaciones de jugadores son introducidas a los juegos de rol como poco más que una fantasía colectiva de masacre". Esta crítica generó una reacción violenta de los aficionados de D&D. Escribiendo para Ars Technica, Ben Kuchera respondió que Sofge había experimentado un "Dungeon Master de mente pequeña que solo quería matar cosas", y que son posibles mejores experiencias de juego.
En 2020, Polygon informó que "el equipo de D&D anunció que haría cambios en partes de su línea de productos de la quinta edición que los fans han señalado por ser insensibles". Sebastian Modak, de The Washington Post, informó que la comunidad de juegos de mesa ha aprobado ampliamente estos cambios. Modak escribió que "en su declaración que aborda los errores en torno a las representaciones de diferentes pueblos en el universo de D&D, Wizards of the Coast destacó sus esfuerzos recientes para incorporar voces más diversas para crear los nuevos libros de origen de D&D que saldrán en 2021. [...] Estas conversaciones, en torno a las representaciones de la raza y el supuesto trato de los empleados de antecedentes e identidades marginados, han alentado a los jugadores a buscar otras experiencias de juego de rol de mesa". Matthew Gault, de Wired, informó positivamente sobre las mesas redondas que Wizards of the Coast ha organizado con aficionados y líderes de la comunidad sobre diversidad e inclusión. Sin embargo, Gault también destacó que otros esfuerzos, como las revisiones de material antiguo y el lanzamiento de material nuevo, han sido menos grandiosos y, en ocasiones, mínimos. Gault escribió: "Parece que WotC está tratando de cambiar las cosas, pero sigue tropezando y, a menudo, son los fans los que recogen los pedazos. [...] WotC está tratando de hacer cambios, pero a menudo se siente como una palabrería. [...] Las voces más fuertes que critican a D&D en este momento lo hacen por amor. No quieren verlo destruido, quieren que cambie con los tiempos". Sin embargo, en 2022, el académico Christopher Ferguson afirmó que el juego "no estaba asociado con actitudes mayores de etnocentrismo (una faceta del racismo)" después de realizar un estudio de encuesta de 308 adultos (38,2% no blancos y 17% jugadores de Dungeons & Dragons). Ferguson concluyó que Wizards of the Coast puede estar respondiendo a un pánico moral similar al que rodeó al satanismo durante la década 1990.

## Adaptaciones a otros medios

### Televisión
La primera adaptación de Dungeons & Dragons para la «pantalla pequeña» fue la serie epónima Dungeons & Dragons, una serie de dibujos animados emitida en Estados Unidos entre 1983 y 1987. En España fue traducida como Dragones y mazmorras y en Hispanoamérica como Calabozos y dragones.

### Cine
Hasta ahora existen cuatro películas basadas en el juego de rol Dungeons & Dragons:
- La primera se tituló exactamente como el juego, Dungeons & Dragons, y se estrenó por primera vez en los cines estadounidenses en 2000.

- La segunda, Dungeons & Dragons: Wrath of the Dragon God, secuela de la primera que fue rodada en formato de telefilme y emitida por primera vez en la televisión estadounidense en 2005. Se distribuyó en DVD a partir de 2006.

- La tercera película, Dungeons & Dragons: The Book of Vile Darkness, como tercera parte de la trilogía fue rodada directamente para vídeo en 2011 y lanzada por primera vez al mercado en formato de DVD en el Reino Unido el 9 de agosto de 2012.

- La cuarta película se titula Dungeons & Dragons: Honor Among Thieves y se estrenó en cines en los Estados Unidos y otros países el 31 de marzo de 2023, por Paramount Pictures.[40] La película no tiene conexiones con la trilogía estrenada entre 2000 y 2012.[41]

### Juegos de tablero
Dungeons & Dragons, en busca del Amo del Calabozo fue un sencillo juego de tablero infantil (similar al juego de la Oca, aunque en el que también se utilizaban cartas) adaptado a partir de la serie de dibujos animados de 1983. La editorial Dalmau Carles Pla lo tradujo y publicó en España en el mismo año en que publicaba el juego de rol: 1985. El título original en inglés era Dungeons & Dragons: In search of the Dungeon Master, título tomado del quinto episodio de la serie de dibujos animados.

### Libros juego
En España, la editorial Timunmas (en aquella época llamada Timun Mas) tradujo y publicó la colección de libros juego Dungeons & Dragons, aventura sin fin a partir de 1985 (la colección fue lanzada paralelamente a la caja roja de Dalmau Carles Pla, del mismo año). Poco después la misma Timun Mas publicaba otra serie de libros juego titulada Advanced Dungeons & Dragons.
Colección «Dungeons & Dragons, aventura sin fin»:
1. Las cavernas del terror
2. La Montaña de los Espejos
3. Las columnas de Pentegarn
4. Retorno a Brookmere
5. La rebelión de los enanos
6. La venganza de los dragones del arco iris
7. El dragón negro
8. Las alas del dragón
9. El tesoro del rey
10. El castillo de las pesadillas
11. La guarida del cadáver errante
12. La torre de las tinieblas
13. Los guerreros del templo de la luna
14. El tributo del dragón
15. Prisionero de Elderwood
16. Catacumbas infernales
17. En las entrañas del volcán
18. El circo del terror
19. Caballero de ilusión
20. La garra del dragón
21. Visiones de destrucción
22. El misterio de los antiguos
23. El cántico del druída

Colección «Advanced Dungeons & Dragons, aventura-juego»:
1. Prisioneros de Pax Tharkas
2. El Castillo de Quarras
3. La torre fantasma
4. Reto crucial
5. El cetro del poder
6. El vampiro de ravenloft
7. La maldición del hombre lobo
8. La corona del hechicero
9. La prueba del ninja
10. La batalla de los magos
11. Los señores de la muerte
12. El reino de pesadilla de Baba Yaga
13. Ruta siniestra
14. La esfinge
15. El Bosque de las Brumas
16. Los páramos de Nordmaar
17. El príncipe de los ladrones
18. Las montañas sombrías

### Juegos de miniaturas
En 2003 Dungeons & Dragons fue adaptado por el editor Wizards of the Coast a juego de miniaturas con el título Dungeons & Dragons Miniature Game. Una segunda edición de este juego vio la luz en 2008.

### Videojuegos
Numerosas adaptaciones de Dungeons & Dragons al formato de videojuegos se han desarrollado desde 1975 hasta la actualidad, considerando la primera de ellas como el primer videojuego de rol de la historia.